# Gora Aleksandra Busygina
Gora Aleksandra Busygina (englisch; russisch Гора Александра Бусыгина Gora Aleksandra Bussygina) ist ein isolierter Berg im westantarktischen Queen Elizabeth Land. Er ragt aus den Eismassen des Polarplateaus auf.
Russische Wissenschaftler entdeckten und benannten ihn. Der weitere Benennungshintergrund ist nicht überliefert.